# Gültekin
Gültekin ist ein türkischer männlicher Vorname, der volksetymologisch als „Rosenprinz“ gedeutet wird (aus persisch gül, die Rose und türkisch tekin, tegin, tigin, ursprünglich einem alttürkischen Adelstitel). Der Name bedeutet auch „gleich einer Rose“. Tatsächlich geht der Name auf den alttürkischen Staatsmann Kül Tigin zurück, dessen Grabinschrift aus dem 8. Jahrhundert am Orchon in der Mongolei gefunden wurde. Der Name kommt auch als Familienname vor. In Aserbaidschan tritt die Form Gultekin auf. Gültekin bedeutet nach dem Namenswörterbuch der türkischen Sprache „vertrauenswürdige Person“.

## Verbreitung
Der Name wird im deutschsprachigen Raum selten vergeben, in Deutschland weniger als 10 Mal in den letzten 10 Jahren. In der Schweiz tragen ihn 25 Personen (Stand 2023). Auch in Österreich taucht der Name nur selten auf, im Zeitraum von 1984 bis 2023 wurde er fünf Mal gewählt.

## Namensträger

### Vorname
- Gültekin Emre (* 1951), Berliner Heimatforscher, türkischsprachiger Lyriker und Übersetzer
- Gültekin Erol (* 2002), türkischstämmiger deutscher Fußballspieler
- Gültekin Kaan (* 19**), türkischstämmiger deutscher Rockmusiker und -texter

### Familienname
- Cem-Ali Gültekin (* 1981), deutscher Schauspieler und Komiker
- Gökhan Gültekin (1982–2020), Opfer des Anschlags in Hanau vom 19. Februar 2020
- Hasret Gültekin (1971–1993), kurdischer Saz-Spieler
- Nevâl Gültekin (* vor 1980), türkische Soziologin und Fachautorin
- Yusuf Emre Gültekin (* 1993), türkischer Fußballspieler